# دیرین‌شناسی مهره‌داران

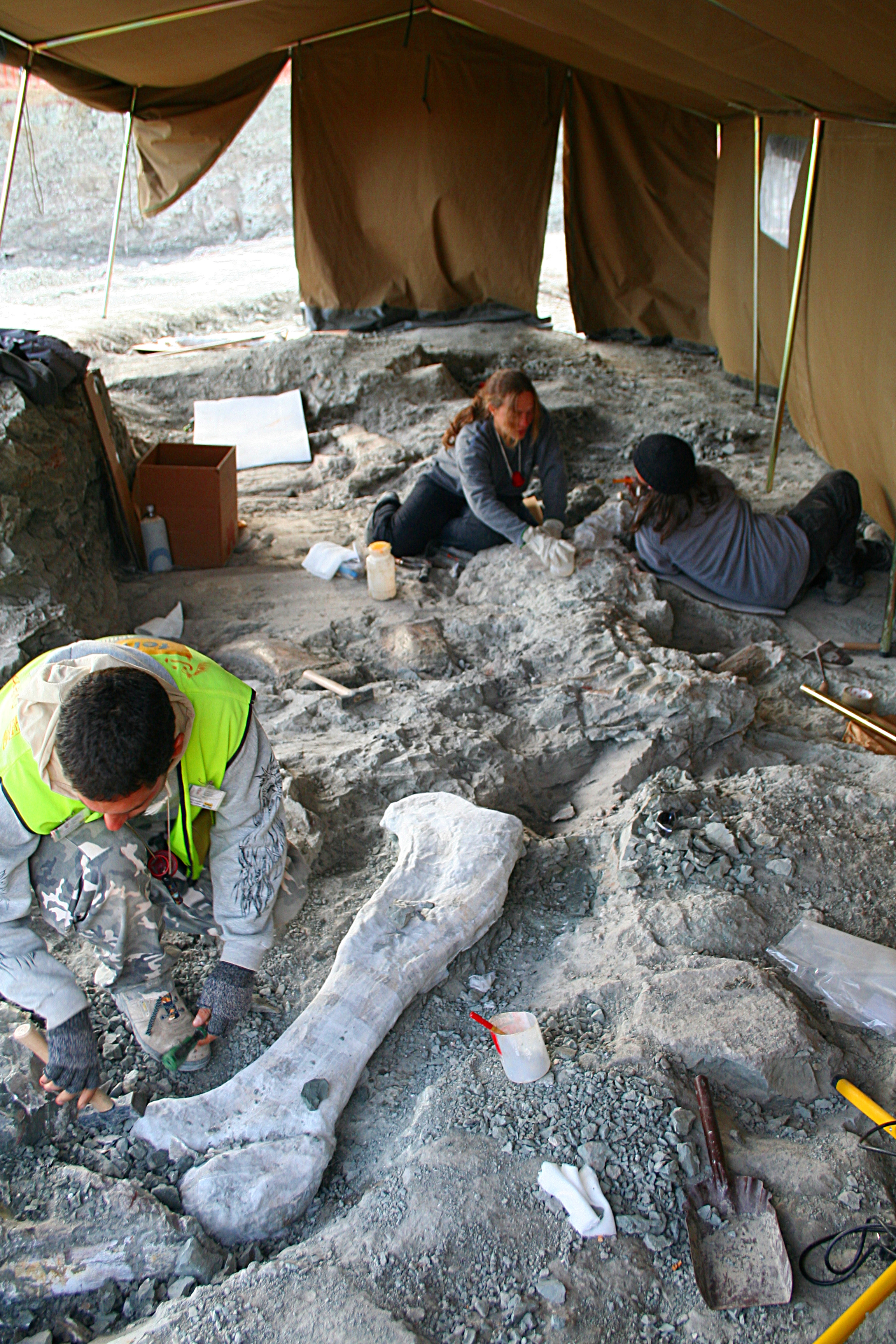
دیرینه شناسان در محل کار دایناسورهای لو هوکو (کوئنکا، اسپانیا)

دیرین‌شناسی مهره‌داران زیرشاخه‌ای از دیرینه‌شناسی است که به دنبال کشف رفتارهای زایشی، تولیدمثل و ریخت‌شناسی جانوران منقرض‌شده با مهره‌ها یا نوتوکورد، از طریق مطالعه بقایای فسیل شده‌است. همچنین سعی می‌شود با استفاده از جدول زمانی تکاملی، جانوران گذشته و خویشاوندان امروزی آنها را به هم متصل کند.